# Alsophila aceris
Alsophila aceris là một loài bướm đêm trong họ Geometridae.